# Metopistis picturata
Metopistis picturata là một loài bướm đêm trong họ Noctuidae.